# Hildegard Temporini-Gräfin Vitzthum
Hildegard Temporini-Gräfin Vitzthum (* 14. März 1939 in Berlin; † 30. November 2004 in Tübingen) war eine deutsche Althistorikerin. 
Hildegard Temporini legte das Abitur 1958 in Frankfurt ab. Sie studierte die Fächer Latein, Geschichte und Klassische Archäologie an der Universität Frankfurt und ab 1959/60 an der Universität Tübingen. Bei Joseph Vogt wurde sie in Tübingen 1966/67 mit einer althistorischen Dissertation über Die Frauen am Hofe Trajans promoviert. Ihre Habilitation mit der Arbeit über Historische und archäologische Untersuchungen zu den Nachfolgeregelungen im römischen Kaisertum erfolgte 1975 ebenfalls in Tübingen, womit sie die erste Historikerin an der Universität war, die sich habilitierte. Sie lehrte von 1977 bis 2004 als Professorin Alte Geschichte an der Universität Tübingen und starb kurz nach ihrer Emeritierung.
Temporinis Forschungsschwerpunkte lagen in der römischen Kaiserzeit, der Geschichte der Frauen in der Antike und dem Verhältnis von Frauen zur Politik und Kultur der römischen Kaiserzeit. Sie war von 1972 bis 2004 Mitherausgeberin der Reihe Aufstieg und Niedergang der römischen Welt und von 1984 bis 2004 (Mit-)Herausgeberin der Zeitschrift Historia. Ihr 2002 veröffentlichter Sammelband Die Kaiserinnen Roms. Von Livia bis Theodora gilt als maßgebliches Handbuch für die Frauen am römischen Kaiserhof.
Temporini war mit dem Völkerrechtler Wolfgang Graf Vitzthum verheiratet.

## Schriften (Auswahl)
Monografien
- Die Frauen am Hofe Trajans. Ein Beitrag zur Stellung der Augustae im Principat. de Gruyter, Berlin u. a. 1978, ISBN 3-11-002297-4.

Herausgeberschaften
- zunächst allein, später zusammen mit Wolfgang Haase: Aufstieg und Niedergang der römischen Welt. Geschichte und Kultur Roms im Spiegel der neueren Forschung (ANRW). de Gruyter, Berlin 1972 ff.
- Die Kaiserinnen Roms. Von Livia bis Theodora. C. H. Beck, München 2002, ISBN 3-406-49513-3.